# Liste der Monuments historiques in Gargenville
Die Liste der Monuments historiques in Gargenville führt die Monuments historiques in der französischen Gemeinde Gargenville auf.

## Liste der Bauwerke
| Bezeichnung           | Beschreibung | Standort                     | Kennzeichnung | Schutzstatus | Datum | Bild |
| --------------------- | ------------ | ---------------------------- | ------------- | ------------ | ----- | ---- |
| Château d’Hanneucourt | Schloss      | 3, place des Merciers (Lage) | PA00087442    | Inscrit      | 1981  |      |

## Liste der Objekte
- Monuments historiques (Objekte) in Gargenville in der Base Palissy des französischen Kultusministeriums